# Riu Monnow
El Riu Monnow (Afon Mynwy en gal·lès) és un corrent fluvial que recorre el sud-oest del comtat de Herefordshire, a Anglaterra i l'est de Monmouthshire, a Gal·les, fins a desembocar al riu Wye a la població de Monmouth.

## Frontera
Per gran part del seu curt recorregut, estableix la frontera entre Anglaterra i Gal·les, abans de desembocar al riu Wye a Monmouth.